# Джумхуриет
Cumhuriyet (Джумхуриѐт, в превод – „Република“) е турски ежедневник. Основан е от журналиста Юнус Нади Абалъоглу на 7 май 1924 г. в Истанбул. Това е най-старият вестник в страната. Освен в Истанбул офиси има също в Анкара и Измир.

## История
Вестникът е основан от журналиста Юнус Нади Абалъоглу, съюзник на основателя на Турската република Мустафа Кемал Ататюрк. Първоначално той подкрепя светски и републикански политически идеи. По-късно се присъединява към Републиканската народна партия на Турция, подкрепяйки кемализма.
След смъртта на Юнус Нади през 1945 г. издаването на вестника е продължено от най-големия му син Надир Нади. След смъртта на Надир Нади вестникът се ръководи от вдовицата на Надир Нади, Берин Нади. След нейната смърт през 2001 г. собственик на вестника става специално създадената фондация „Джумхуриет“. През 1971 г. тиражът на вестника достигал 140 хил. екземпляра.

## Скандали
През януари 2015 г. вестникът публикува няколко карикатури от Charlie Hebdo за пророка Мохамед. През април 2016 г. турски съд осъжда колумнистите на вестника Хикмет Четинкая и Джейда Каран на две години затвор за препечатаните карикатури.
През ноември 2015 г. главният редактор на вестника Джан Дюндар и шефът на бюрото на изданието в Анкара Ердем Гюл са арестувани и обвинени в държавна измяна, след като провеждат журналистическо разследване и публикуват видео и фотографски доказателства за хуманитарен конвой от камиони, но натоварени с оръжие, предназначено за ислямистите в Сирия. Вестникът твърди, че доставката е извършена с подкрепата на турското разузнаване. През май 2016 г. съдът признава Джан Дюндар и Ердем Гюл за виновни за разкриване на държавни тайни и ги осъжда съответно на 5 години и 10 месеца и 5 години затвор. Няколко часа преди обявяването на присъдата е извършено покушение срещу Дюндар – неизвестен се опитва да го простреля с пистолет. Дюндар не е засегнат.

## Награди
- Награда „Свободна преса“ на международната неправителствена организация „Репортери без граници“.